# Nobby the Aardvark
Nobby the Aardvark è un videogioco a piattaforme pubblicato nel 1992 o forse 1993 per Commodore 64 dalla Thalamus. Il protagonista è un oritteropo umanizzato che attraversa livelli molto vari, anche usando insoliti mezzi di trasporto, in stile cartone animato. Il titolo fu molto apprezzato dalla critica.
Erano previste versioni per Amiga e Atari ST, che però non vennero mai pubblicate, nonostante siano state descritte in dettaglio dalla stampa. La versione Amiga fu perfino recensita da due riviste, che assegnarono anche dei voti, e anni dopo ne è stato recuperato un prototipo giocabile, ma incompleto. Nobby the Aardvark per Commodore 64 fu l'ultimo titolo effettivamente pubblicato dalla Thalamus, che stava ormai attraversando difficoltà finanziarie.

## Trama
In una sequenza animata introduttiva, Nobby l'oritteropo cattura una formica che lo implora di non mangiarla e in cambio gli rivela l'esistenza di Antopia, una terra piena di grasse formiche (da ant, "formica", e utopia). Nobby decide quindi di raggiungere Antopia e nel gioco si avventura in strani luoghi, tra cui Atlantide e Marte, per recuperare le parti di un teletrasportatore. Nella sequenza finale Nobby si teletrasporta finalmente sull'isola di Antopia, dove inizia a mangiare le formiche, ma viene schiacciato da una formica gigante.

## Modalità di gioco
Nobby the Aardvark è costituito da sette livelli, piuttosto diversi nell'aspetto e spesso anche nella meccanica di gioco. L'ambiente è bidimensionale, quasi sempre con visuale di lato, a scorrimento in tutte le direzioni. Alcune parti sono lineari e altre strutturate a labirinto. Quando si muove a piedi, Nobby può camminare sulle piattaforme, saltare e accovacciarsi, oppure nelle varie fasi può viaggiare con diversi altri mezzi di trasporto e modalità di azione. Quasi sempre ha la capacità di sparare, con armi diverse a seconda della situazione. I nemici da affrontare sono altri animali o altre creature e pericoli, di genere molto variabile.
Seguono le caratteristiche dei sette livelli:
1. Si inizia a piedi in un territorio montagnoso a piattaforme, affrontando uccelli, aerei che bombardano, geyser e altro. Per combattere si possono sparare formiche dalla proboscide, ma prima è necessario rifornirsi di munizioni risucchiandole da formicai che si trovano sparsi nello scenario. In un tratto verso la fine del livello Nobby viaggia con un carrello ferroviario manuale.
2. Nobby vola in mongolfiera dentro un percorso intricato con pareti orizzontali e verticali, con nemici volanti oppure aggrappati alle pareti. Come arma può lanciare sacchi di zavorra oppure procurarsi dei missili in quantità limitata.
3. Sott'acqua, Nobby deve inizialmente nuotare per raggiungere un minisottomarino, prima di esaurire la propria riserva d'aria. Una volta a bordo si pilota il sottomarino, armato di siluri, affrontando pesci e sommozzatori, passando tra rovine sommerse e caverne e davanti alla grande sagoma del Titanic.
4. Dentro la città di Atlantide, abitata da strane creature, si torna al gioco a piattaforme come nel primo livello, ma non è più necessario rifornirsi per sparare le formiche.
5. Dentro una stazione spaziale marziana, popolata di alieni e torrette di cannone, Nobby si muove ancora a piedi su piattaforme. Qui indossa un casco spaziale ed è armato di pistola laser.
6. Questo è l'unico livello che non ha visuale di profilo. Si deve esplorare un labirinto con vista dall'alto inclinata e Nobby può camminare e sparare formiche in tutte le direzioni.
7. In un impianto metallurgico abbandonato, si viaggia in un carrello minerario lungo un binario, che ogni tanto ha delle interruzioni che devono essere saltate. Si può sia sparare formiche, sia lanciare dinamite, per affrontare pipistrelli e altri nemici o rocce sui binari.

## Accoglienza
A suo tempo Nobby the Aardvark ricevette ottime recensioni dalla stampa europea, che lo apprezzò sotto ogni punto di vista; tutti i giudizi finora individuati danno sempre voti intorno al 9 su 10. Grafica, sonoro, giocabilità e varietà, furono tutti solitamente lodati.
Qualche critica, comunque secondaria, fu fatta a volte solo sull'impegnativo caricamento multiplo e sulla difficoltà occasionalmente frustrante.
Nonostante tutto, secondo una retrospettiva del 1994 della rivista Commodore Force, le vendite non furono molto notevoli, forse a causa di difficoltà del pubblico a reperire il prodotto.